# Charlie Tanfield
Charles (Charlie) Tanfield (Great Ayton, 17 november 1996) is een Engels baan- en wegwielrenner die anno 2023 rijdt voor Saint Piran. Zijn oudere broer Harry is ook wielrenner.

## Carrière
In 2015 werd Tanfield vijfde in de door Jacob Tipper gewonnen proloog van de Ronde van Al Zubarah. Een half jaar eerder was hij vijftiende geworden in het nationale kampioenschap tijdrijden voor beloften.
In januari 2017 nam Tanfield deel aan de nationale kampioenschappen baanwielrennen, waar hij goud won in de ploegenachtervolging en zilver in de individuele achtervolging. In juni van dat jaar waren enkel Scott Davies en Tom Baylis sneller in het nationale kampioenschap tijdrijden voor beloften. Aan het eind van het seizoen werd hij, samen met zijn broer Harry, vijfde in de Duo Normand.
In januari 2018 won Tanfield de achtervolging tijdens de wereldbeker van Minsk, wat de enige wereldbekermanche voor dat onderdeel was. Zo schreef hij ook het eindklassement op zijn naam. Op het wereldkampioenschap baanwielrennen in 2018 won Tanfield, samen met Ed Clancy, Kian Emadi en Ethan Hayter, de ploegenachtervolging. Twee maanden later werden zij, met Oliver Wood in plaats van Clancy, tweede in hetzelfde onderdeel op de Gemenebestspelen. Wel won hij de individuele achtervolging, voor John Archibald en Dylan Kennett. Datzelfde jaar werd hij Brits kampioen tijdrijden op de weg bij de beloften.

## Palmares

### Baanwielrennen
| Jaar | BK                                   | EK                                   | WK                   | Overig |
| ---- | ------------------------------------ | ------------------------------------ | -------------------- | --- |
| 2017 | Ploegenachtervolging · Achtervolging |                                      |                      | |
| 2018 | Ploegenachtervolging                 |                                      | Ploegenachtervolging | WB Minsk: · Achtervolging · Ploegenachtervolging · WB Eindklassement: · Achtervolging · Gemenebestspelen: · Achtervolging · Ploegenachtervolging |
| 2019 |                                      | Ploegenachtervolging                 | Ploegenachtervolging | |
| 2020 |                                      |                                      |                      | |
| 2021 |                                      | Ploegenachtervolging                 | Ploegenachtervolging | Olympische Zomerspelen: 7e Ploegenachtervolging                                                                                                  |
| 2022 | Achtervolging                        | Ploegenachtervolging                 |                      | Gemenebestspelen: · Ploegenachtervolging |
| 2023 | Achtervolging                        | Ploegenachtervolging                 |                      | |
| 2024 |                                      | Ploegenachtervolging · Achtervolging | ploegenachtervolging | Olympische Zomerspelen: · ploegenachtervolging                                                                                                   |

### Wegwielrennen
2018
 Brits kampioen tijdrijden, Beloften

## Ploegen
- 2017 –  BIKE Channel Canyon (stagiair vanaf 28-7)
- 2018 –  Canyon Eisberg
- 2019 –  Canyon dhb p/b Bloor Homes
- 2020 –  Canyon dhb p/b Soreen
- 2021 –  Canyon dhb SunGod
- 2022 –  Ribble Weldtite Pro Cycling
- 2023 –  Saint Piran
- 2024 –  Saint Piran

Atkins · Fry · Gardias · Lowe · Lowsley-Williams · Nowell · Opie · Partridge · Pullar · Richardson · Stedman · H. Tanfield · Townsend · Webber · Womersley · C. Tanfield (stagiair)
Fry · Gardias · Lowe · Lowsley-Williams · Nowell · Opie · Page · Paton · Pullar · Rose-Davies · Stedman · C. Tanfield · H. Tanfield · Tennant · Townsend